# 문화적 보편성
문화적 보편성(cultural universal)은 전 세계적으로 알려진 모든 인간 문화에 공통된 요소, 패턴, 특성 또는 제도이다. 종합하면, 문화적 보편성의 전체 체계는 인간 조건으로 알려져 있다. 진화 심리학자들은 모든 문화에서 보편적으로 발생하는 행동이나 특성이 진화적 적응의 문화 따위이다. 문화 상대주의 관점을 취하는 일부 인류학 및 사회학 이론가들은 문화적 보편성의 존재를 부인할 수 있다. 이 주제에 대한 저명한 학자로는 에밀 뒤르켐, 조지 머독, 클로드 레비스트로스 및 도널드 브라운이 있다.

## 같이 보기
- 문화
- 사회 규범